# Mansour Muftah
Mansour Muftah (en árabe: منصور مفتاح‎; n. Doha, 22 de noviembre de 1955) es un exfutbolista catarí que jugaba en la demarcación de delantero.

## Selección nacional
Jugó un total de 86 partidos con la selección de fútbol de Catar. Hizo su debut en un partido de la Copa de Naciones del Golfo de 1976 en un partido contra Arabia Saudí. Marcó un total de cuatro goles en los seis partidos que jugó, incluyendo un doblete en dos minutos contra Baréin. Además participó en la Copa de Naciones del Golfo de 1979 celebrada en Irak, y en la edición de 1982. También jugó la Copa Asiática 1988, donde marcó dos goles y dio tres asistencias. Tras finalizar el campeonato, fue elegido capitán del combinado. Se retiró de la selección en 1990, debido a diferencias con el seleccionador Dino Sani.

## Clubes
| Club         | País  | Año         |
| ------------ | ----- | ----------- |
| Al-Rayyan    | Catar | 1974 - 1995 |
| Al-Wakrah SC | Catar | 1995 - 1998 |
| Al-Sailiya   | Catar | 1999 - 2000 |

## Palmarés

### Campeonatos nacionales
| Título                              | Club      | País  | Año  |
| ----------------------------------- | --------- | ----- | ---- |
| Liga de fútbol de Catar             | Al-Rayyan | Catar | 1976 |
| Liga de fútbol de Catar             | Al-Rayyan | Catar | 1978 |
| Liga de fútbol de Catar             | Al-Rayyan | Catar | 1982 |
| Liga de fútbol de Catar             | Al-Rayyan | Catar | 1984 |
| Liga de fútbol de Catar             | Al-Rayyan | Catar | 1986 |
| Liga de fútbol de Catar             | Al-Rayyan | Catar | 1990 |
| Liga de fútbol de Catar             | Al-Rayyan | Catar | 1995 |
| Copa Príncipe de la Corona de Catar | Al-Rayyan | Catar | 1995 |
| Copa del Jeque Jassem               | Al-Rayyan | Catar | 1992 |
| Copa del Jeque Jassem               | Al-Wakrah | Catar | 1998 |

### Distinciones individuales
| Título                                                          |
| --------------------------------------------------------------- |
| Máximo goleador de la selección de fútbol de Catar con 53 goles |
| Máximo goleador de la Liga de fútbol de Catar de la historia    |
| Más tripletas marcados en la Liga de fútbol de Catar con 9      |

| Título                                        | Club      | País  | Año  |
| --------------------------------------------- | --------- | ----- | ---- |
| Máximo goleador de la Liga de fútbol de Catar | Al-Rayyan | Catar | 1982 |
| Máximo goleador de la Liga de fútbol de Catar | Al-Rayyan | Catar | 1983 |
| Máximo goleador de la Liga de fútbol de Catar | Al-Rayyan | Catar | 1984 |
| Máximo goleador de la Liga de fútbol de Catar | Al-Rayyan | Catar | 1986 |